# 第24回ニューヨーク映画批評家協会賞
第24回ニューヨーク映画批評家協会賞は、1958年の優秀な映画に贈られた賞である。

## 受賞
- 作品賞：
  - 『手錠のまゝの脱獄』
- 主演男優賞：
  - デヴィッド・ニーヴン - 『旅路』
- 主演女優賞：
  - スーザン・ヘイワード - 『私は死にたくない』
- 監督賞：
  - スタンリー・クレイマー - 『手錠のまゝの脱獄』
- 脚本賞：
  - ネイサン・E・ダグラス、ハロルド・ジェイコブ・スミス - 『手錠のまゝの脱獄』
- 外国語映画賞：
  - 『ぼくの伯父さん』（ フランス・ イタリア）